# Супервулкан
Супервулкан је било који вулкан у стању да произведе вулканску ерупцију са избаченом масом већом од 1015 kg (1012 t).
Супервулкани јављају се на местима акумулације магме испод Земљине коре услед првобитне немогућности њеног пробијања. Са повећањем количине магме у магматском базену расте и притисак на Земљину кору до момента када она више није у стању га издржи и пуца. Ово се дешава на „врућим тачкама” (Јелоустонска калдера на пример) или у зонама субдукције (Тоба).